# ゲオルギー・マレンコフ
ゲオルギー・マクシミリアーノヴィチ・マレンコフ（ロシア語: Гео́ргий Максимилиа́нович Маленко́в、ラテン文字表記：Georgy Maximilianovich Malenkov、1902年1月13日（ユリウス暦では1月8日） - 1988年1月14日）は、ソビエト連邦の政治家。ソ連閣僚会議議長（1953年 - 1955年）を務め、1953年3月から1955年2月までソビエト連邦の実質的な最高指導者であり、社会主義労働英雄の称号を持つ。
ヨシフ・スターリンの重要な側近であり、スターリン死後は閣僚会議議長（首相）として、ニキータ・フルシチョフらと共にソ連の政治に影響力を発揮した。閣僚会議副議長（副首相）、発電所大臣などを歴任し、党内では書記、政治局員、政治局員候補を務めた。

## 概要
赤軍政治委員、共産党中央組織要職を務め、1939年に党中央委員・書記・人事局長となり、第二次世界大戦中は国家防衛委員会委員を兼任する。
1944年5月に閣僚会議副議長（副首相）、1946年3月に政治局員となり、スターリンの後継者と目された。
1953年3月のスターリンの死去によって後任の閣僚会議議長（首相）となり、フルシチョフ、ヴォロシーロフと共にトロイカ体制を形成した。国際協調・党内集団指導制・消費物資増産など新政策を推進したが、1955年2月に辞職し、1957年6月に反党グループと目されて失脚した。

## 生い立ちから権力の掌握まで

### 生い立ち
1902年1月13日、ロシア帝国のオレンブルクで、マケドニア人移民のもとに生まれる。マレンコフの父はオレンブルクの裕福な農家であり、若かりし頃のマレンコフは時々父の農作物販売の仕事を手伝った。母は鍛冶屋の娘であり、正教会の司祭の孫娘だった。
1919年にオレンブルクのギムナジウムを卒業し、赤軍に志願兵として加わり、ロシア内戦では東戦線とトルキスタン戦線において、政治将校として白軍と対峙した。1920年4月に共産党に入党し、その後は軍を本拠とするモスクワ高等専門学校の共産党書記を務め、トロツキストに対する粛清を指揮した。彼の学校内での党活動における同志には、後に共産党最高指導部を構成するマクシム・サブーロフ、ミハイル・ペルヴーヒン、ヴャチェスラフ・マリシェフらがいた。特にマレンコフと親しかったのはマリシェフで、マレンコフが中央委員会事務局への異動に伴い、彼の後任として書記の職に就いた。 
マレンコフは大学を卒業せずに、モスクワ市党委員会の党務に就いた。共産党中央委員会付け編集者のボリス・バジャーノフはマレンコフについては中等教育を受けておらず、モスクワ工科大学ではたった3年間しか過ごさなかったと主張している。一方マレンコフの息子は、父親がギムナジウムを金賞で卒業し、卒業後に大学院への進学を誘われたが、党の仕事を辞めることができず、さらに2年間、余暇を利用してソ連科学アカデミー会員のカール・クリュッグの指導下で科学研究を続けていたと主張している。
1925年9月にモスクワ高等工科学校の電気工学科を卒業した。

### スターリンの側近として
1924年にヨシフ・スターリンの目に留まり、党中央委員会に引き入れられる。1925年、中央委員会組織局で働き、後にスターリン個人の秘書局員となり、1932年2月にその責任者となる。
一部の資料ではマレンコフは1930年から1934年まで、モスクワ州党委員会の「宣伝・大衆部門」もしくは、ラーザリ・カガノーヴィチが率いた「組織部門」に務めていた。
1934年3月に全ソ連邦共産党組織部長となり、1936年8月に始まったスターリンの大粛清に加担し、1937年の夏に、スターリンの指示により、ニコライ・エジョフ、ミハイル・フリノフスキー、アナスタス・ミコヤン、カガノーヴィチと共に白ロシア（現ベラルーシ）、アルメニア、グルジア（現ジョージア）、タジキスタン、タタールスタン、ノヴォシビルスク州、スヴェルドロフスク州などの地域を訪れ、地方党組織やNKVDなどの国家機関の活動を視察し、大規模な粛清を実行した。しかしマレンコフはエジョフの失脚にも大きな役割を果たし、彼の率いるNKVDが党に忠実な共産党員を抹殺したと非難した。マレンコフはラヴレンチー・ベリヤと共にエジョフの逮捕を指揮し、自身の事務所でマレンコフを逮捕した。その後はベリヤと共にスターリンの大粛清を実行した。
その功で1939年3月に第18回党大会で中央委員会委員、党書記局員となり、党幹部要員管理局長として党官僚の人事を統制できるようになり、正式な組織局員となった。
1941年2月には政治局員候補となるも、その後ベリヤとは政敵になった。1941年6月に独ソ戦が開始されると、マレンコフはベリヤ、ヴォロシーロフ、モロトフと共にスターリンを議長とする国家防衛委員会の委員となった。この委員会は戦時においてソ連国内の政治・経済を完全に掌握するものであり、マレンコフはソ連の最有力政治家の1人となった。
1941年8月、マレンコフはレニングラード戦線を視察し、秋と冬にはモスクワ近郊でのドイツ軍撃破作戦の組織化に積極的に参加した。1942年3月にはヴォルホフ戦線を、7月から9月にかけてはスターリングラード戦線とドン戦線、1943年3月には中央戦線を視察した。
1941年から1943年の間に軍用機の製造監督の任務が与えられ、同年9月30日に功績を認められ「社会主義労働英雄」の称号を授与され、レーニン勲章を授与された。
1943年8月5日に中央委員会政治局は、マレンコフに地方党委員会、州党委員会、構成共和国共産党中央委員会の活動を検査するよう命じた。1943年8月には連邦人民委員会議付属のドイツ軍占領解放地区経済復興委員会議長に就任し、レニングラードを除く既に解放された複数の地域の戦災からの復興に尽力した。終戦後の1945年2月から9月まで、ソ連国家防衛委員会付属のドイツ産業解体特別委員会委員長を務め、ドイツからソ連への賠償金の確保を担当した。
スターリンはマレンコフとベリヤに核ミサイル開発監督の任務を与えた。そして、マレンコフはミサイルプログラムの責任者に任命された。この時マレンコフを補佐したのが、後にブレジネフ、アンドロポフ、チェルネンコ政権で国防相を務めることになる、若きロケット科学者のドミトリー・ウスチノフであった。
1944年5月に閣僚会議副議長（副首相）となり、第二次世界大戦後の1946年3月に党政治局員に昇進した。そして党第二書記として党内におけるスターリンの代理の職務を割り当てられた。しかしマレンコフが監督した航空事業の中で欠陥のある航空機が量産されたことが非難を浴び（航空事件）、1946年3月から8月まで責任を取らされる形で第二書記と中央委員会人事局長という最高位の役職から解任された状態となった。これは政敵であったアンドレイ・ジダーノフやベリヤによる追い落とし工作だったが、ジダーノフの失脚によりすぐにスターリンの腹心に戻った。
1947年秋からジダーノフの指導下でコミンフォルム（国際共産主義情報局）の活動に参加。しかしユーゴスラビアのヨシップ・ブロズ・チトーとスターリンの分裂、1948年7月のベルリン封鎖の失敗を機に、ジダーノフを外交政策を担当する中央委員会書記の職から解任した。
その後ベリヤはマレンコフの傘下に入り、彼らは「レニングラード事件」なるものを捏造し、ジダーノフの同調者を全て強制労働収容所に追放した。1949年2月21日、マレンコフはモスクワからレニングラードへ国家政治保安部の武装部隊を率いて、レニングラード州党委員会と市党委員会の書記たちに脅迫を用いて、レニングラードに敵対的な反党グループが存在していたことを認めさせた。
公式にはレニングラード事件の概要について一切公表されていなかったが、マレンコフは晩年、スターリンの指示に従ってレニングラード党幹部の粛清を実施したと認めた。なお粛清されたレニングラード党幹部は国家に対する陰謀を企てたわけではなく、ロシア共和国にも他の構成共和国同様に共産党を設立し、その本部と中央委員会をレニングラードに置くことを提案し、行政府をモスクワからレニングラードに移転させることを提案したことがフルシチョフによって証言されている。

### ポスト・スターリン

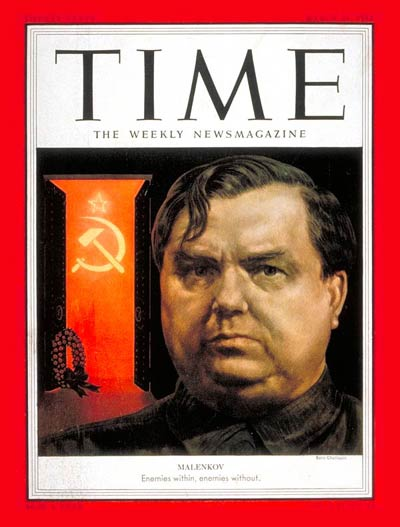
タイム誌の表紙を飾ったマレンコフ（1953年3月23日）

戦後のスターリンは自身の老いから表立った活動を控えるようになり、1946年以降彼の死まで僅か3回しか公開演説を行わず、うち2回は数分しか続かなかった。スターリンが作成した文書の量も減少し、次第にスターリンは自身亡き後の国家運営について考えるようになる。
この頃、スターリンの公務が激減するに連れて、マレンコフの公務は増加していき、1952年10月の第19回党大会ではスターリンに代わって中央委員会報告を行った。マレンコフは他のどの共産党員よりもスターリンに対して忠実であり、スターリンによって後継者として認知されたと観測された。このことはマレンコフが1952年10月と1953年3月のタイム誌の表紙を飾ったことからも衆目の一致するところであった。
1952年10月にスターリンは健康状態の悪化によって書記長職を辞し、同職を廃止した（ただし首相職には留まる）。スターリンは依然として党内に対する強い影響力を保持し続けたが、書記局の公務は替わってマレンコフが代行するようになった。

## ソ連の首脳として

### 権力基盤の確立と集団指導制への道

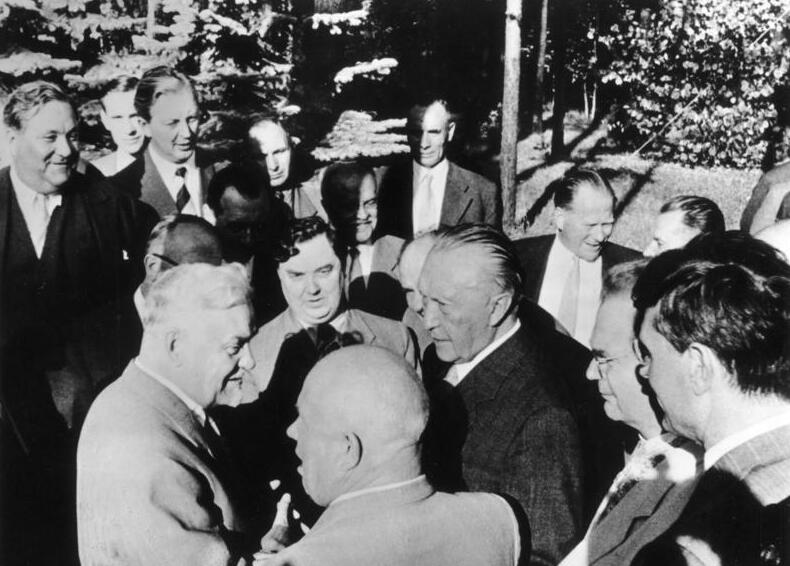
モスクワん訪問する西ドイツ首相コンラート・アデナウアーを出迎えるソ連首脳。左からカルロ・シュミット、クルト・ゲオルク・キージンガー（左上）、ブルガーニン、マレンコフ、フルシチョフ、アデナウアー。

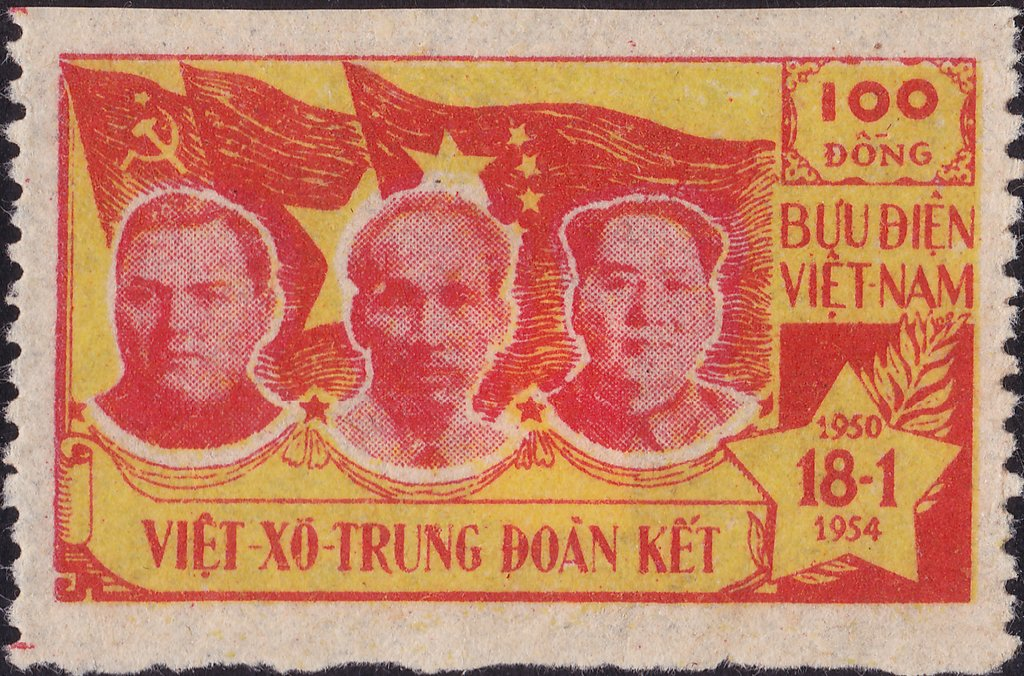
1954年のベトナムの切手。左からマレンコフ、ホー・チ・ミン、毛沢東の肖像画が印刷されている。

1953年3月5日にスターリンが死去すると、翌3月6日にラヴレンチー・ベリヤによって、当時最も重要な地位であると考えられていた閣僚会議議長（首相）の後任に祭り上げられた。また、書記局の名簿筆頭にもリストアップされ、マレンコフがスターリンの後継者として事実上の最高指導者となったことが確認された。
しかし、新指導部は強大すぎる権限が1人に集中するのを防ぎたいと考え、最初に開かれた非公開の中央委員会会議でマレンコフは「人格崇拝の政策を終わらせ、集団指導体制に移行させる必要がある」と強調した。そして書記局の主導権をニキータ・フルシチョフに譲り渡し、憲法上の国家元首である最高会議幹部会議長にクリメント・ヴォロシーロフが就任したことにより、ここに、マレンコフ、フルシチョフ、ヴォロシーロフの「トロイカ（三頭）体制」が成立した。
権力が分散された中にあってもマレンコフは体制内での筆頭格として事実上の最高指導者であり続けた。第一副首相兼内相となったベリヤはスターリン批判を展開したが、マレンコフはそれを支持しなかった。この行動はフルシチョフにとっても承認できるものではなく、ベリヤは逮捕・処刑された。同年9月、フルシチョフは正式な共産党党首ポストである第一書記となった。

### ソ連邦首相として
マレンコフは2年間首相の座にあったが、この間の彼の政治活動はクレムリン内の権力闘争と混同された。マレンコフは忠実なスターリン主義者であり続けたが、「核兵器は世界の破滅を招く」と宣言して、核兵器の研究開発に反対する立場を表明した。その中でマレンコフは、核兵器の使用に反対する国際平和キャンペーンを展開するなど、外交については平和的な路線をとった。
しかし一方で、マレンコフが首相に就いていた1953年（昭和28年）8月8日、マレンコフ自身がソビエト連邦の水素爆弾保有を発表するとともに、同年8月12日には水素爆弾の実験に成功するなど、核兵器政策で大きな転換期を迎えていた。
このような西側諸国との平和共存を模索する方針は強硬派から反発を受けることになり、後の首相交代の引き金にもなった。経済については、重工業よりも消費財の生産等の軽工業に再注力することを提唱し、ソビエト国民の生活水準の向上を目標に掲げた。また農業政策については、農民への減税・穀物生産の為にコルホーズへ支給される給付金の増額と自作農を奨励する政策を提唱した。これらの政策はマレンコフの首相在任時に決定されたが、財源的な課題もあり、目標を達成させることは困難を極めた。
このような政策の失敗に加えて若い世代の政治家の昇進に反発したことも起因して、マレンコフの影響力は次第に低下していくことになる。

### 失脚
1955年2月8日に経済計画に関する意見の対立からフルシチョフによる追い落とし工作に遭い、既に処刑されていたベリヤとの関係性や「権力の濫用」との非難を浴び、首相の辞任を余儀無くされた。次いで後任の閣僚会議議長に就任したニコライ・ブルガーニン（フルシチョフの腹心）の下でマレンコフは副首相兼発電所大臣となり、事実上の降格人事の様相を呈した。
その後マレンコフの経済計画は放棄され、ソ連は再度重工業重視に舵を切り、1955年に策定された国家予算で重工業への投資拡大が決定された。1957年6月29日にフルシチョフに対するクーデターを画策し、ニコライ・ブルガーニン、ヴャチェスラフ・モロトフ、ラーザリ・カガノーヴィチらもこれに同調し、「反党グループ事件」が発生した。しかしこの試みは失敗に終わり、逆に反党分子として批判を浴びる。そして、副首相・発電所大臣を解任され、フルシチョフによって党中央委員会、政治局からも追放された。
なお、この事件を以てマレンコフの築き上げた集団指導体制が完全に反故にされ、フルシチョフが名実ともに党・国家の最高実力者となった。

## 失脚後から晩年

### 没落と党追放
その後はソ連国内を転々とし、カザフ・ソビエト社会主義共和国のウスチ・カメノゴルスクにあるダム水力発電所の指導者となった後、同じくカザフスタンの炭鉱都市エキバストスにあるエキバストス第一発電所の所長を務めたが、1961年11月にマレンコフはエキバストス市党委員会により党籍を剥奪され、共産党を追放される。1968年5月に引退し、年金生活に入った。
共産党追放後は権力の喪失と貧しい生活のためにうつ病に悩まされた。しかし後に自身の失脚を「クレムリンの過酷な権力闘争からの解放」と前向きに捉えるようになったという。モスクワ市内のアパートで年金を受けながら余生を送り、晩年にロシア正教に改宗した。80歳を過ぎてからはモスクワのイェロホヴォ大聖堂の教会合唱団に所属していた。また、マレンコフが晩年を過ごしたアパートの隣人は、同じく反党グループとして失脚し、党籍を剥奪されて年金生活に入ったラーザリ・カガノーヴィチであった。

### 死去
失脚後は不遇の晩年を過ごしたマレンコフだが、生涯を通じて共産主義者であり続けたとされる。1984年、同じく”反党グループ”として失脚したモロトフの復権が承認された際には、時のチェルネンコ書記長に対し、自身の復権も承認するよう要求する手紙を送った。
ソ連末期の1988年1月14日、若き指導者のミハイル・ゴルバチョフによるペレストロイカの時代に86歳でひっそりと亡くなった。長命であり、後継のフルシチョフ、ブレジネフ、アンドロポフ、チェルネンコよりも長く生きていた。
遺体はモスクワのクンツェヴォ墓地に埋葬された。ソ連では要職経験者は赤の広場に葬られるのが慣例となっていたが、退いた後に失脚したこともあってフルシチョフと同じくこの場所には埋葬されなかった。

## 家族
1920年5月にヴァレリヤ・マレンコワと結婚し、3人の子女が誕生した。